# Ian Livingstone's Deathtrap Dungeon
Ian Livingstone's Deathtrap Dungeon is een videospel dat werd ontwikkeld door Asylum Studios en uitgegeven door Eidos Interactive. Het spel kwam in 1998 uit voor de Sony PlayStation en Microsoft Windows. 

## Ontvangst
| Beoordeeld door       | Platform    | Datum            | Score |
| --------------------- | ----------- | ---------------- | ----- |
| Svenska PC Gamer      | Windows     | juli 1998        | 83%   |
| Privat Computer PC    | Windows     | 1998             | 82%   |
| NowGamer              | PlayStation | 1 april 1998     | 80%   |
| Gamezilla             | PlayStation | 1998             | 73%   |
| PC Player (Duitsland) | Windows     | juni 1998        | 72%   |
| Quebec Gamers         | PlayStation | 27 december 2013 | 68%   |
| Game Players          | PlayStation | juni 1998        | 59%   |
| IGN                   | PlayStation | 3 april 1998     | 50%   |
| Game Over Online      | Windows     | juni 1998        | 49%   |
| PSM                   | PlayStation | juni 1998        | 40%   |